# کریگ وی
کریگ وی (انگلیسی: Craig Vye؛ زادهٔ ۱۹ ژوئیهٔ ۱۹۸۳) بازیگر اهل بریتانیا است.
از فیلم‌ها یا برنامه‌های تلویزیونی که وی در آن نقش داشته‌است می‌توان به آکویلا و هالیوکس اشاره کرد.